# Hans Schläger
Hans „Johann“ Schläger (* 5. Dezember 1820 in Feldkirchen an der Donau; † 17. Mai 1885 in Salzburg) war ein österreichischer Dirigent und Komponist. Er war zweiter Direktor des Salzburger Dommusikvereins und des Mozarteums sowie Gründungsmitglied der Internationalen Stiftung Mozarteum.

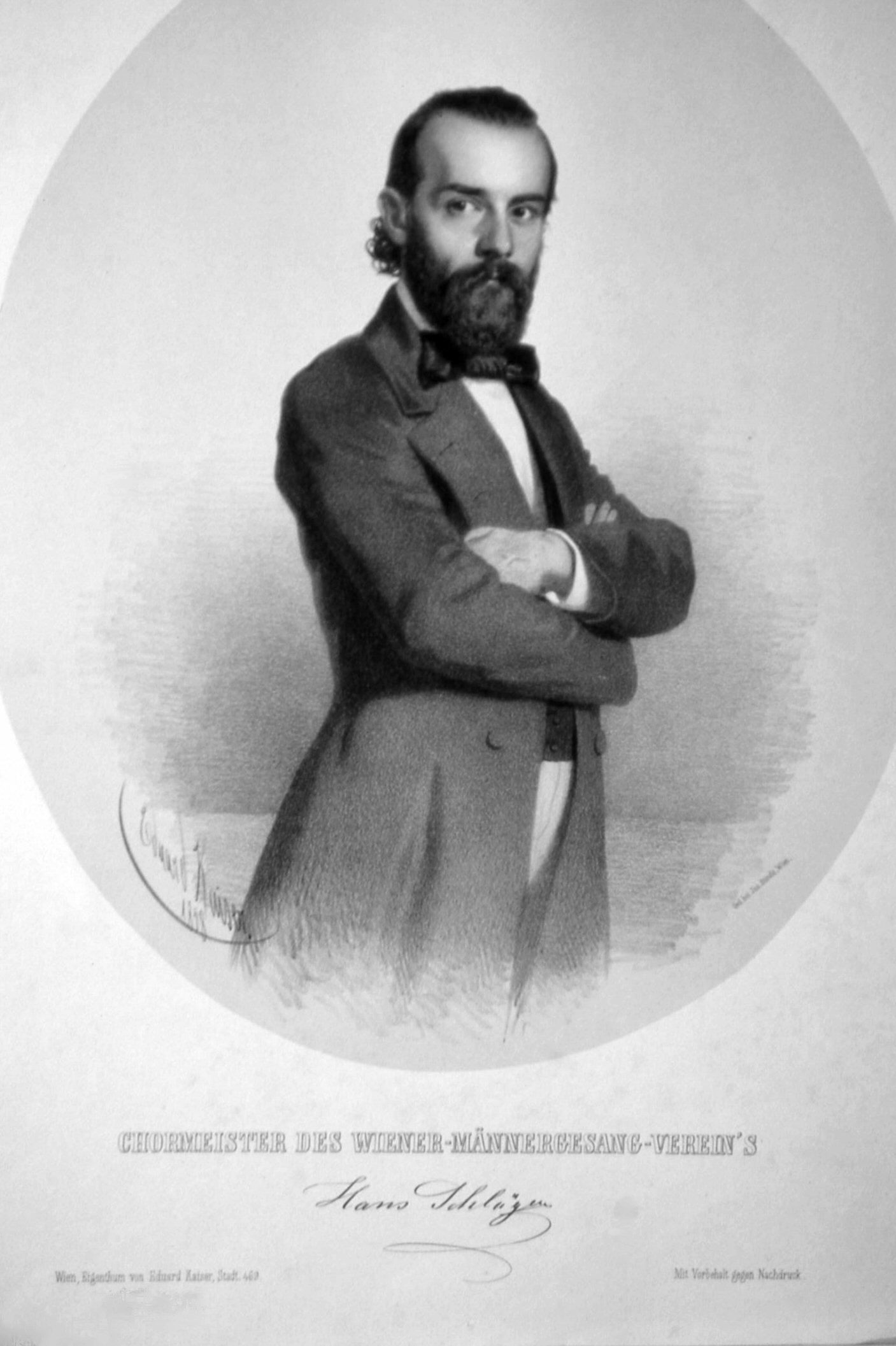
Hans Schläger, Lithographie von Eduard Kaiser, 1858

## Leben
Nachdem Schläger von seinem Vater (Lehrer in Feldkirchen) den ersten Musikunterricht erhalten hatte, wurde er 1832 Sängerknabe in St. Florian, wo er fünf Jahrgänge über Anton Bruckner war, mit dem er gut bekannt war und den er im Bereich des Männerchorwesens beeinflusste. Um sich dem Militärdienst zu entziehen, besuchte Schläger von 1836 bis 1838 den Vorbereitungskurs für Lehrer in Linz und wurde nach seiner Zeit als Schulgehilfe und Regau und schließlich Hilfslehrer an der Volksschule von St. Florian. Den von ihm in St. Florian ins Leben gerufenen Männerchor lernte der damals in Kronsdorf unterrichtende Bruckner kennen, der daraufhin ebenso ein Männerquartett zusammenstellte.
1845 ging Schläger nach Wien und war dort bis 1847 Kompositionsschüler von Gottfried von Preyer am Konservatorium der Gesellschaft der Musikfreunde. Preyer war zu dieser Zeit Direktor des Konservatoriums und zugleich auch Vizehofkapellmeister. Von 1851 bis 1854 war Schläger Gesangsprofessor an der 1851 vom Musikverleger Franz Xaver Glöggl begründeten „Akademie der Tonkunst“ in Wien und 1854 bis 1861 Leiter des Wiener Männergesangvereins. Zu dieser Zeit begann auch seine Tätigkeit als Komponist. 1861 erhielt Schläger mit dem Wiener Männergesangsverein beim Sängerfest in Nürnberg den Ehrenpreis.
1861 wurde er Nachfolger des überraschend bei einer Probe der Salzburger Liedertafel verstorbenen Alois Taux und damit Direktor des Dommusikvereins und des Mozarteums in Salzburg. Auch Anton Bruckner hatte sich für diese Stelle bemüht, konnte sich aber nicht gegenüber dem zu dieser Zeit weitaus erfahreneren und renommierteren Schläger durchsetzen. Dieser gewährleistete während seiner Zeit in Salzburg für reibungslose Kooperationen zwischen dem Mozarteum, der Singakademie und der Liedertafel, die er beide ebenso leitete und vereinte sie bei größeren Konzertveranstaltungen zu einem Ensemble. Während seiner Zeit in Salzburg setzte Schläger sich besonders für das in Österreich damals noch wenig bekannte Schaffen von Felix Mendelssohn Bartholdy und Robert Schumann ein. So dirigierte er u. a. Salzburger Erstaufführungen von Schumanns  Paradies und die Peri (1864) und von Mendelssohns Paulus (1867). Er gewann auch bedeutende Solisten für Konzerte in Salzburg, so z. B. die Violinvirtuosen Joseph Joachim und Ferdinand David (1863) oder Clara Schumann (1868). Seine Hochzeit mit Pauline von Oldershausen, geb. Gräfin von Zichy (1830–1890) veranlasste ihn, im Mai 1868 sämtliche Ämter niederzulegen. Sein Nachfolger im Dommusikverein und Mozarteum wurde der Wiener Komponist und Dirigent Otto Bach.
Fortan widmete Schläger sich ganz der Komposition, doch engagierte er sich weiterhin für das Mozarteum und auch für die Mozart-Gesamtausgabe bei Breitkopf & Härtel. 1870 war Schläger Mitbegründer, in Folge auch Berater und Funktionär der „Internationalen Mozart-Stiftung“, aus der 1880 die Internationale Stiftung Mozarteum hervorging. Den Nettoerlös von seiner in Salzburg und Berlin erfolgreich aufgeführten Oper „Heinrich und Ilse“ spendete er 1870 der Mozart-Stiftung als Startkapital. Aufgrund von fortschreitender Schwerhörigkeit zog er sich 1878 aus dem Engagement für die Mozart-Stiftung und zunehmend auch aus dem gesellschaftlichen Leben zurück. Schläger starb am Morgen des 17. Mai 1885.

## Werke
Insgesamt hat Schläger 53 Werke mit Opuszahl vollendet, von denen 25 im Druck erschienen sind. Er komponierte vorrangig Vokalmusik (insbesondere Lieder für eine bis zwei Stimmen sowie Chorwerke), aber auch Klaviermusik, drei Messen (davon wäre eine 1867 in Wien aufgeführte Messe in F-Dur für Soli, Chor und Orchester erwähnenswert), Gradualien, ein Offertorium und ein Ave Maria. An Orchesterwerken schuf er eine Symphonie in A-Dur op. 15 (1858) im hochromantischen Stil sowie eine „Concert-Ouvertüre“ für großes Orchester. Von seinen drei Opern war die erste, inhaltlich von Richard Wagners Tannhäuser beeinflusste Oper „Heinrich und Ilse“ (1870), die erfolgreichste. Von drei Streichquartetten wurde das dritte in F-Dur op. 29 von der „Societá del Quartetto“ in Mailand 1871 preisgekrönt.

## Stil
Laut Constantin Schneider ist Schläger stilistisch „unmittelbar von Schumann und Mendelssohn beeinflußt, im Orchestralen und Deklamatorischen von Richard Wagner.“ Constant von Wurzbach schreibt: „Die Kunstkritik rühmt an Schläger’s Compositionen Originalität der Erfindung, stylvolle Charakteristik der Personen und Handlung und farbenreiche Instrumentirung. Er verräth in Allem, was er schreibt, gründliche musikalische Bildung und vornehmlich – guten Geschmack.“ Wenngleich die größer besetzten Kompositionen Schlägers meist großen Anklang beim Publikum fanden, so waren die Meinungen zu seinen Liedern oft geteilt. Ein Rezensent der Leipziger Allgemeinen musikalischen Zeitung schreibt über die „Drei Lieder für Frauenstimmen“ op. 23: „Von dem verdienstvollen Director des Salzburger Mozarteums hätten wir besseres, volleres erwartet, als diese drei Duette, die sozusagen weder Hand noch Fuss haben, in denen die musikalische Lyrik kümmerlich und unausgebildet, die Gedanken schwächlich, das Wechselsingen ohne irgend musikalische Logik und Consequenz, die Begleitung recht dürftig und leer ist.“